# 勒维巴勒
勒维巴勒（法語：Le Vibal，法語發音：[lə vibal]）是法国阿韦龙省的一个市镇，属于罗德兹区。

## 地理
勒维巴勒（44°18'54"N, 2°45'19"E）面积25.92 平方千米，位于法国奧克西塔尼大區阿韦龙省，该省份为法国南部内陆省份，位于法國中央高原南部，北起顺时针与康塔爾省、洛泽尔省、加尔省、埃罗省、塔恩省、塔恩-加龙省和洛特省接壤。
与勒维巴勒接壤的市镇（或旧市镇、城区）包括：阿让达韦龙、阿尔克、贝托莱讷、弗拉万、蒙罗济耶、蓬德萨拉尔、圣拉德贡德、塞居尔。

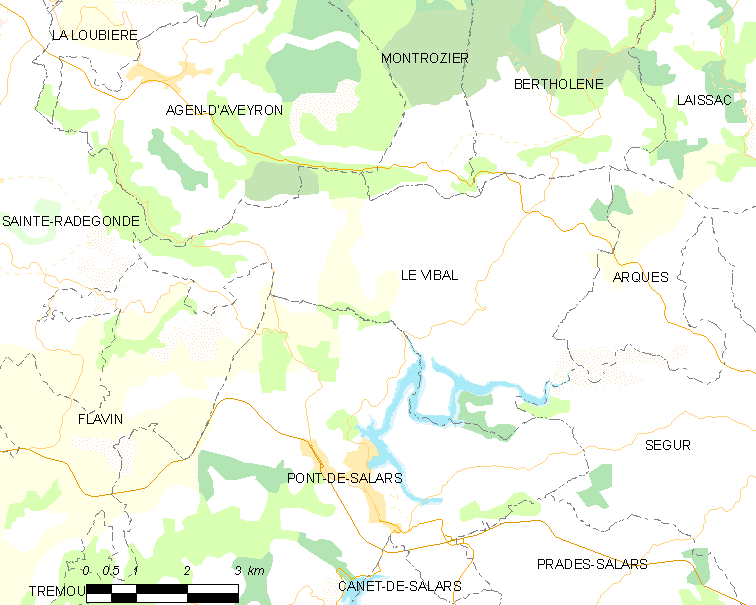
勒维巴勒的OSM定位图

勒维巴勒的时区为UTC+01:00、UTC+02:00（夏令时）。

## 行政
勒维巴勒的邮政编码为12290，INSEE市镇编码为12297。

## 政治
勒维巴勒所属的省级选区为拉斯普-莱韦祖县。

## 人口

1962-2008年间勒维巴勒人口变化图示

勒维巴勒于2022年1月1日时的人口数量为524人。